# Philip Lutley Sclater
Philip Lutley Sclater (ur. 4 listopada 1829, zm. 27 czerwca 1913) – angielski prawnik i zoolog. W zoologii specjalizował się w ornitologii, wydzielił główne regiony zoogeograficzne. Należał do Royal Society, Królewskiego Towarzystwa Geograficznego, Zoological Society of London oraz Towarzystwa Linneuszowskiego w Londynie. Był sekretarzem Zoological Society of London przez 42 lata, od 1860 do 1902 r.

## Wczesne życie
Sclater urodził się w Tangier Park, w Wootton St Lawrence, Hampshire, gdzie jego ojciec William Lutley Sclater posiadał wiejski domek. Jego starszym bratem był George Sclater-Booth. Philip wychowywał się w Hoddington House, jako dziecko zaczął interesować się ptakami. Uczył się w szkole w Twyford, w wieku 13 lat podjął edukację w Winchester College i potem w Christ Church w Oksfordzie, gdzie uczył się ornitologii od Hugh Edwina Stricklanda.
W 1851 rozpoczął naukę prawa i został przyjęty do Corpus Christi College. W 1856 r. wyjechał do Ameryki, gdzie odwiedził Jezioro Górne, a rzeką Saint Croix spłynął do Missisipi. Podróż opisał w Illustrated travels. W Filadelfii poznał się z Johnem Cassinem oraz Josephem Leidy w Academy of Natural Sciences. Po powrocie do Anglii nadal zajmował się prawem i uczęszczał na spotkania Zoological Society.

## Kariera
W 1858 Sclater opublikował w Proceedings of the Linnean Society swą pracę na temat podziału zoogeograficznego, wydzielił krainy palearktyczną, etiopską, orientalną, australijską, nearktyczną oraz neotropikalną. Te krainy zoogeograficzne są nadal wyróżniane. Rozwinął również ideę istnienia Lemurii w trakcie podróży (1864) mającej na celu znalezienie podobieństw łączących faunę Madagaskaru z fauną Indii.
W 1874 został sekretarzem swojego brata George’a Sclatera-Bootha. Otrzymał propozycję pracy w służbie cywilnej, której nie przyjął. W 1875 został prezydentem British Association for the Advancement of Science, do którego przyłączył się w 1847.
Sclater był założycielem The Ibis, czasopisma wydawanego przez British Ornithologists’ Union. Pełnił funkcję sekretarza w Zoological Society of London od 1860 do 1902.
W 1901 opisał okapi leśne zachodnim naukowcom, mimo że nie widział żadnego na żywo. Jego biuro mieszczące się pod adresem 11 Hanover Square stało się miejscem spotkań londyńskich naturalistów. Pisał z wieloma osobami, zarówno osiadłymi, jak i podróżnikami.
W swojej kolekcji ptaków posiadał 9000 okazów, przeniósł je do British Museum w 1886 r. Mniej więcej w tym samym czasie kolekcja muzeum poszerzyła się o kolekcje Goulda, Salvina i Godmana, Hume’a oraz innych osób, co uczyniło ją największą na świecie.
Najważniejszą pracą Sclatera jest Exotic Ornithology (1866–69) oraz Nomenclator Avium (1873), obie prace napisał wspólnie z Osbertem Salvinem. Prócz tego współautorem Argentine Ornithology (1888–89) jest William Henry Hudson, a współautorem The Book of Antelopes (1894–1900) Oldfield Thomas.
W czerwcu 1901 otrzymał stopień Sc.D. na Uniwersytecie Oksfordzkim.

## Rodzina
16 października 1862 poślubił Jane Anne Eliza Hunter Blair, mieli córkę i czterech synów. Najstarszy syn, William Lutley Sclater, także był ornitologiem. Ich trzeci syn, kpt. Guy Lutley Sclater, zginął w 1914 w eksplozji pancernika HMS Bulwark.

## Wybrane zwierzęta nazwane na cześć P.L. Sclatera
- lemur niebieskooki (Eulemur flavifrons) – Sclater's Lemur
- wróbliczka amazońska (nazwa Psittacula sclateri Gray, 1859, aktualnie przypisana jest do jednego z podgatunków Forpus modestus [Cabanis, 1848])
- olśniak białosterny (Loplophorus sclateri)
- pingwin szczotkoczuby (Eudyptes sclateri)
- kacykowiec żałobny (Cacicus sclateri).
- sikora meksykańska (Poecile sclateri)
- andowiec peruwiański (Doliornis sclateri)

Mimo że praca P.L. Sclatera nie była tak dostrzegana jak praca innych zoologów żyjących w podobnym okresie (jak Charles Darwin i Alfred Russel Wallace), Sclater może być uznany za prekursora biogeografii i kladystyki.